# Gamasellus sternopunctatus
Gamasellus sternopunctatus är en spindeldjursart som beskrevs av Vinnik 1993. Gamasellus sternopunctatus ingår i släktet Gamasellus och familjen Ologamasidae. Inga underarter finns listade i Catalogue of Life.